# Diocesi di Le Mans

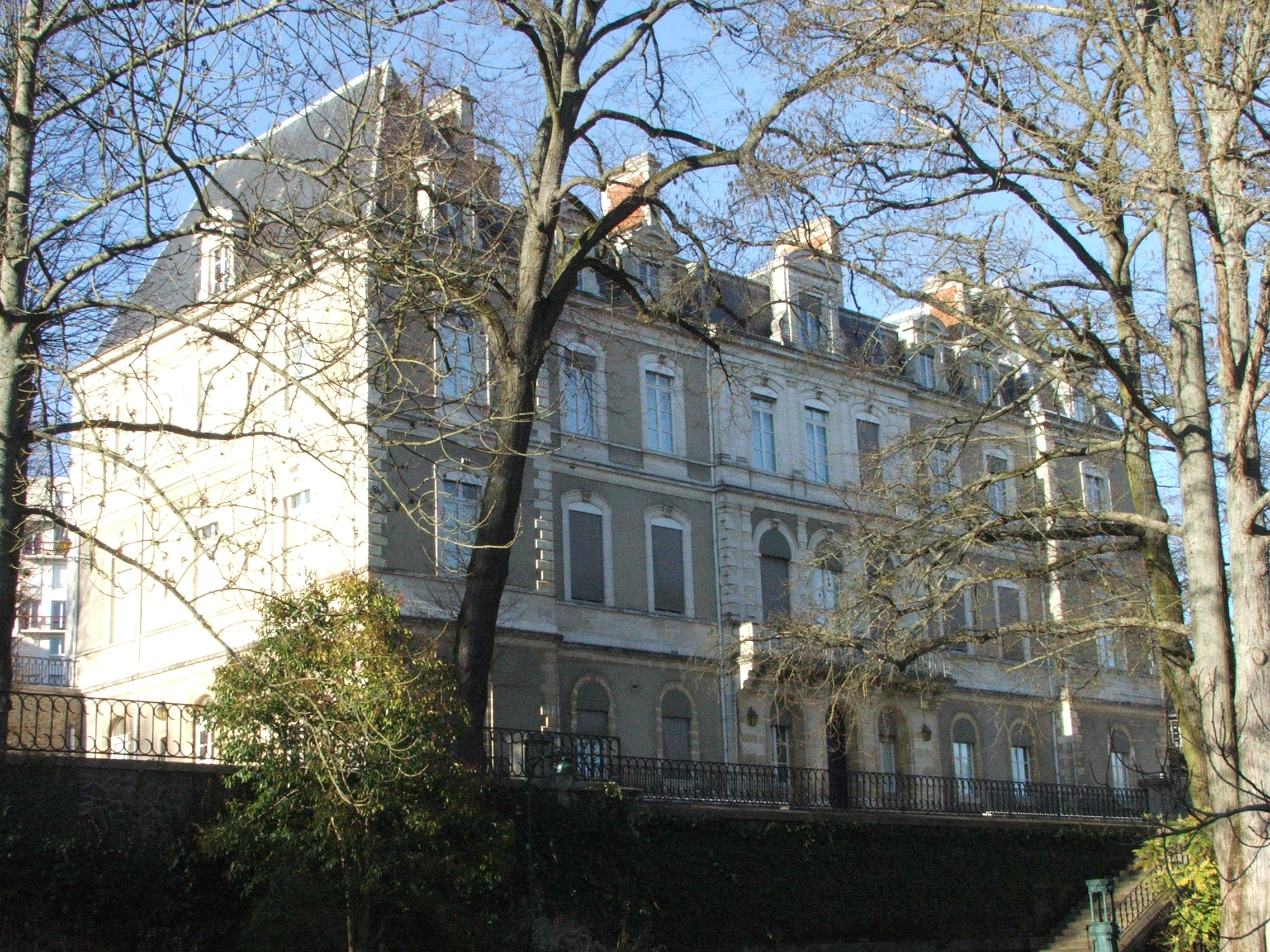
L'antico palazzo episcopale di Le Mans, oggi sede del museo Tessé.

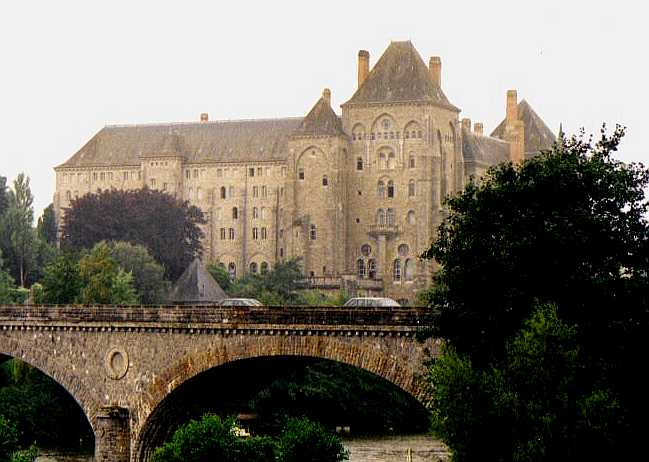
L'abbazia di Solesmes, eretta come semplice priorato nel 1010, e divenuta abbazia nell'Ottocento grazie all'opera di Prosper Guéranger, che restaurò l'Ordine benedettino francese dopo la rivoluzione.

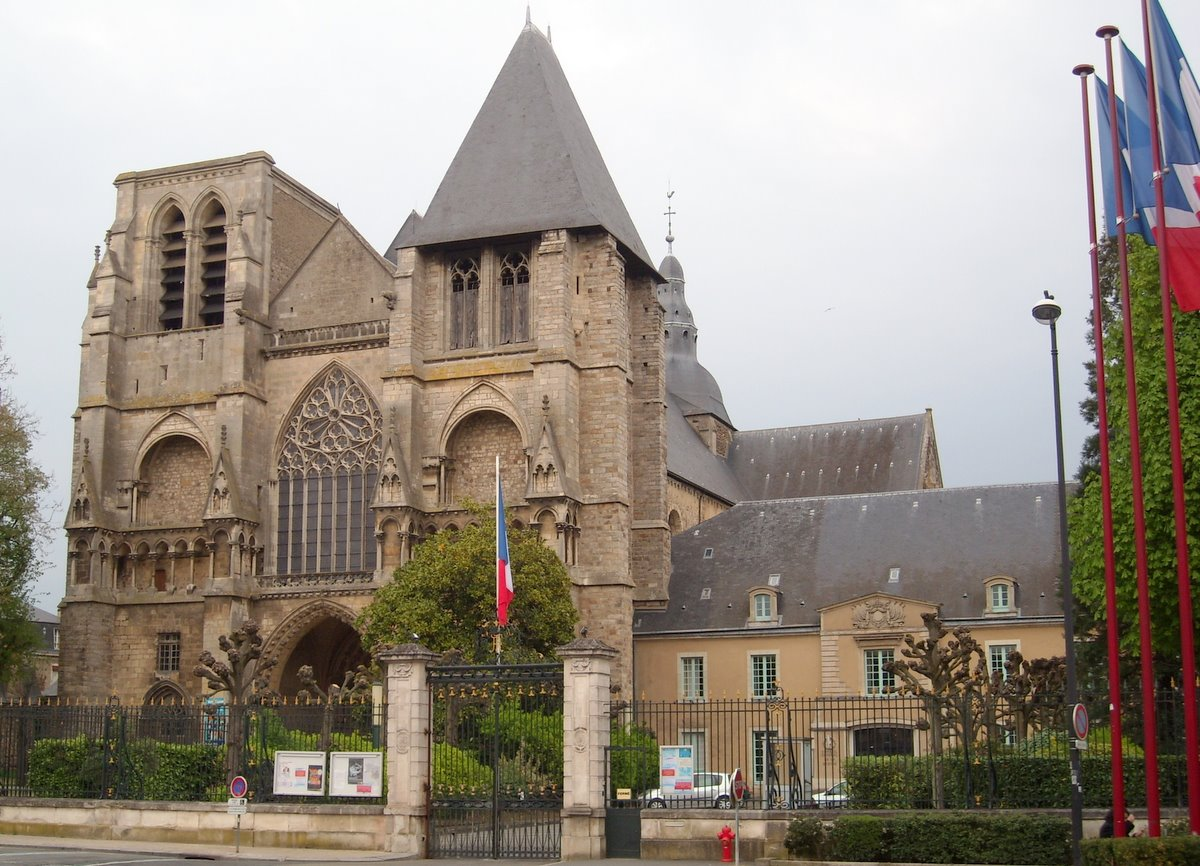
La chiesa Notre-Dame de la Couture, edificata, con l'annessa abbazia, nel VII secolo da san Bertrando. I locali dell'abbazia sono oggi sede della prefettura dipartimentale.

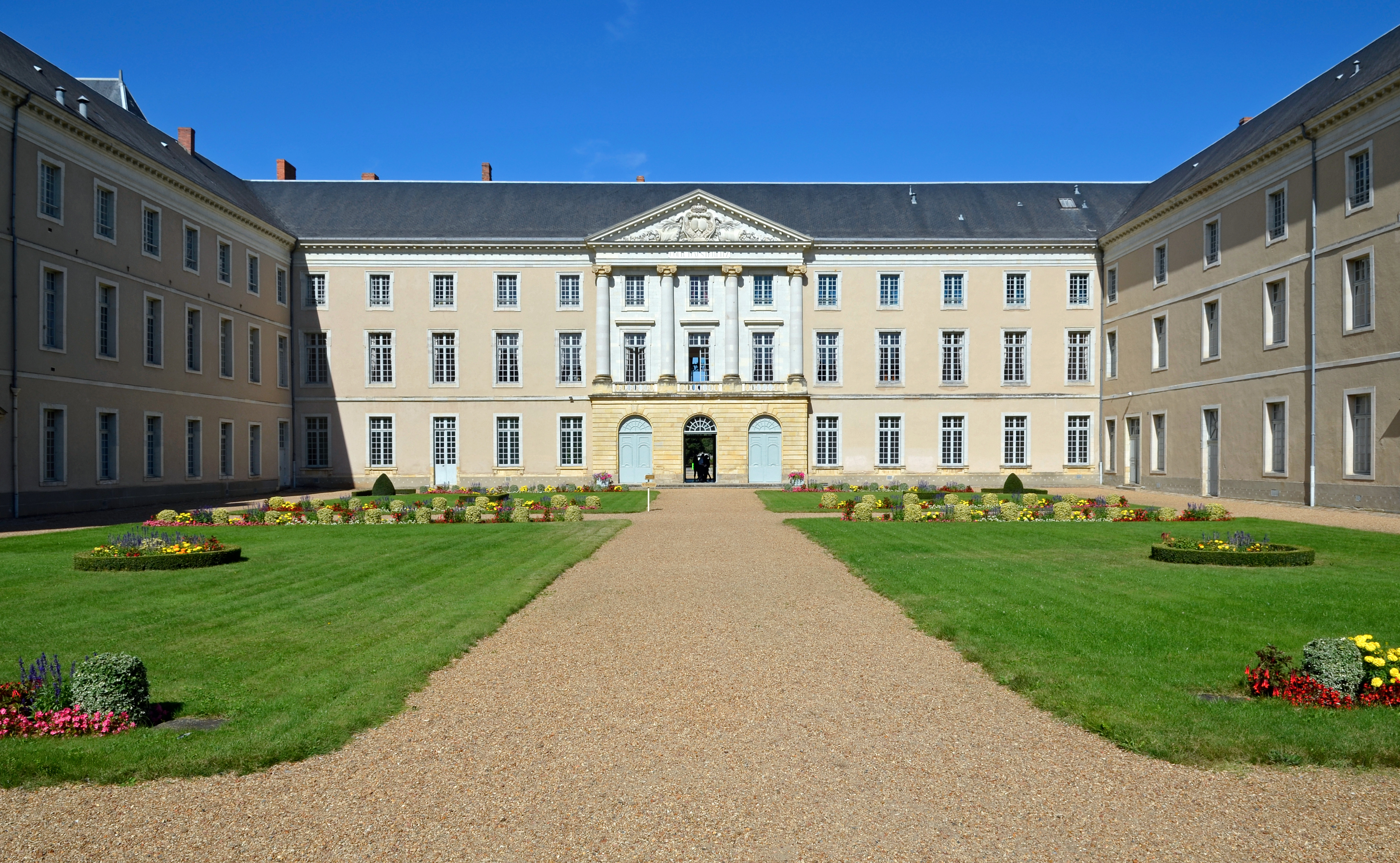
La corte principale del collegio La Flèche, istituito dai gesuiti nel 1603. Oggi è sede di una scuola militare.

La diocesi di Le Mans (in latino Dioecesis Cenomanensis) è una sede della Chiesa cattolica in Francia suffraganea dell'arcidiocesi di Rennes. Nel 2023 contava 373.830 battezzati su  582.840 abitanti. È retta dal vescovo Jean-Pierre Vuillemin.

## Territorio
La diocesi comprende il dipartimento francese della Sarthe.
Sede vescovile è la città di Le Mans, dove si trova la cattedrale di San Giuliano. A Vion sorge la basilica minore di Nostra Signora della Quercia.
Il territorio si estende su 6.206 km² ed è suddiviso in 24 parrocchie, raggruppate in 9 settori missionari.

## Storia
La diocesi è stata eretta in epoca antica. La tradizione e gli antichi cataloghi episcopali tramandano i nomi di alcuni santi vescovi, risalenti alla metà circa del IV secolo, le cui tombe furono scoperte nell'antica cattedrale dal vescovo Aldrico verso la metà del IX secolo; tra queste quella del protovescovo san Giuliano. Il primo vescovo storicamente documentato è san Vittorio (Victurius), che nel 453 partecipò al concilio di Angers e nel 461 a quello di Tours.
Vindunum, capitale del popolo celtico dei Cenomani, era una civitas della provincia romana della Gallia Lugdunense terza, come testimoniato dalla Notitia Galliarum dell'inizio del V secolo. Dal punto di vista religioso, come da quello civile, Le Mans dipendeva dalla provincia ecclesiastica di Tours.
Verso la fine del VI secolo emerse la figura del vescovo Bertrando; fece costruire la basilica dei santi Pietro e Paolo, oggi nota come "chiesa della Couture", nella cui cripta riposano i resti del vescovo.
Gli eremiti svolsero un ruolo importante nell'evangelizzazione delle campagne nel VI secolo; tra questi si distinsero i santi eremiti Fraimbault, Calais, Céneré, Siviard e Léonard.
Durante l'Alto Medioevo Le Mans fu centro del culto di santa Scolastica, il cui corpo fu portato in città nel 660. Verso la metà del IX secolo i Normanni distrussero il monastero che ospitava le reliquie. Nell'874 una parte delle reliquie fu smembrata per una donazione al monastero di Juvigny les Dames. La parte restante fu custodita nella chiesa collegiata di San Pietro, all'interno della cittadella di Le Mans. Un violento incendio colpì la città il 3 settembre 1134 e delle reliquie rimasero solo alcune ossa calcinate. Tuttavia, il culto sopravvisse: l'11 luglio 1464 sarà eretta una confraternita in onore di santa Scolastica, che il 23 novembre 1876 sarà dichiarata patrona della diocesi.
Agli inizi dell'XI secolo venne fondata una delle abbazie più rinomate di Francia, quella di Solesmes. Nel XII e XIII secolo si ebbe un'ulteriore importante fioritura monastica, soprattutto ad opera dei monaci cistercensi.
Tra il XIII e il XV secolo venne edificata la cattedrale in stile gotico.
Nel 1603 fu fondato il famoso collegio di La Flèche, gestito dai gesuiti. Ebbe fra i suoi allievi Cartesio, il principe Eugenio e Marin Mersenne.
Durante il lungo episcopato di Montenard de Tressan (1672-1712) fu istituito il seminario diocesano.
In seguito al concordato con la bolla Qui Christi Domini di papa Pio VII del 29 novembre 1801 la diocesi si trovò a coincidere con i dipartimenti della Sarthe e della Mayenne; per questo motivo cedette porzioni del suo territorio alle diocesi di Séez, di Orléans, di Tours e di diocesi di Chartres, incorporando parte del territorio della diocesi di Angers.
Il 30 giugno 1855 ha ceduto un'altra porzione del suo territorio, corrispondente a quello del dipartimento della Mayenne, a vantaggio dell'erezione della diocesi di Laval.
L'8 dicembre 2002, con la riorganizzazione delle circoscrizioni ecclesiastiche francesi, la diocesi è entrata a far parte della provincia ecclesiastica di Rennes.

## Cronotassi dei vescovi
Fondamentale per lo studio della storia della diocesi e dei suoi vescovi nel primo millennio è il cosiddetto Corpus Cenomanensis, redatto verso la metà del IX secolo, costituito da una serie di Vitae di santi, di vescovi e di eremiti, e soprattutto da due testi, sui quali successivamente furono compilati diversi cataloghi episcopali: le Gesta domni Aldrici cenomannicae urbis episcopi (circa 840) e l'Actus Pontificum Cenomannis in urbe degentium (prima dell'856). L'insieme di questi testi va assunto con le dovute cautele, per la presenza al suo interno di numerose falsificazioni, asserzioni fraudolente e anacronismi.
Nella presente cronotassi, si omettono i periodi di sede vacante non superiori ai 2 anni o non storicamente accertati.
- San Giuliano † (metà del IV secolo)
- San Pavace †
- San Liborio †[4]
- San Vittorio I †
- San Vittorio II † (circa gennaio 450 - 1º settembre 490 deceduto)[5]
- Turibio II † (circa settembre 490 - 16 aprile 496 deceduto)[6]
- San Principio † (menzionato nel 511)
- Severo o Severiano †[7]
- Innocenzo † (prima del 533 - 559 deceduto)[8]
- San Domnolo † (circa 559 - 1º ottobre 581 deceduto)[9]
- Badegisilo † (581 - 586 deceduto)
- San Bertrando † (circa 586 - dopo il 616)
- Sant'Aduindo † (prima del 627 - dopo il 650)
- San Berario † (prima del 659 - dopo il 660)
- Agliberto † (prima del 673/674 - dopo marzo 696/697)
- Erlemondo I † (prima di marzo 698/699 - dopo giugno 721)[10]
- Berario II †[11]
  - Sede vacante
- Gauzioleno † (prima del 743 - ? deposto)
- Erlemondo II † (? dimesso)[12]
- Gauzioleno † (? - dopo il 765) (per la seconda volta)[13]
- Odingo † (circa 770 - circa 772 nominato vescovo di Beauvais)[14]
- Merolo † (prima di febbraio 774 - dopo il 778)
- Giuseppe † (circa 784 - 793 deposto)
- Francone I † (circa ottobre 793 - 30 gennaio 816 deceduto)
- Francone II † (circa giugno 816 - 6 novembre 832 deceduto)
- Sant'Aldrico † (22 dicembre 832 consacrato - 7 gennaio o 24 marzo 857 deceduto)
- Roberto † (857 - 21 maggio ? 883 deceduto)[15]
- Lamberto † (circa 883 - circa 890)[16]
- Gunterio † (prima dell'894 - dopo il 908)[17]
- Uberto †[18]
- Mainardo † (circa 951 - dopo il 968)[19]
- Segenfrido di Bellesme † (circa 971 - dopo ottobre 996)
- Avesgaudo di Bellesme † (prima del 1000 circa - 24 ottobre 1036 deceduto)
- Gervais de Château-du-Loir † (dicembre 1036 - 15 ottobre 1055 nominato arcivescovo di Reims)
- Voulgrin † (1057 - 10 maggio 1065 deceduto)
- Arnaud † (prima del 1067 - 1º dicembre 1081 deceduto)
- Hoël † (1082 - 28 luglio 1096 deceduto)
- Hildebert de Lavardin † (prima di marzo 1097 - 1125 nominato arcivescovo di Tours)
- Guy d'Étampes † (1125 - febbraio 1135 deceduto)
- Hugues de Saint-Calais † (20 settembre 1135 - 5 febbraio 1143 deceduto)
- Guillaume de Passavant † (1143 - 26 gennaio 1187 deceduto)
- Renaud † (circa settembre 1187 - 2 agosto 1190 deceduto)
- Hamelin † (1º dicembre 1190 - 1214 dimesso)
- Nicolas † (27 maggio 1214 - 1216 deceduto)
- Maurice † (14 agosto 1216 consacrato - 20 luglio 1231 nominato arcivescovo di Rouen)
- Geoffroi de Laval † (12 agosto 1231 - 10 agosto 1234 deceduto)
- San Goffredo di Loudon † (17 ottobre 1234 - 3 agosto 1255 deceduto)
- Guillaume Roland † (8 settembre 1255 - 4 agosto 1258 deceduto)
- Geoffroi Freslon † (1258 - 15 novembre 1269 deceduto)
- Geoffroi d'Assé † (1270 - 7 agosto 1277 deceduto)
- Jean de Toulay † (3 ottobre 1279 - 1291 o 1292 deceduto)
- Pierre Le Royer † (26 gennaio 1293 - 22 dicembre 1295 deceduto)
- Denis Benoit † (4 febbraio 1296 - 3 marzo 1298 deceduto)
- Robert de Clinchamp † (aprile 1298 - 29 settembre 1309 deceduto)
- Pierre de Longeuil † (1309 - 13 marzo 1326 nominato vescovo di Le Puy)
- Guy de Laval † (13 marzo 1326 - 7 aprile 1338 deceduto)
- Geoffroi de La Chapelle † (16 maggio 1338 - 20 giugno 1347 deceduto)
- Jean de Craon † (24 ottobre 1347 - 31 luglio 1355 nominato arcivescovo di Reims)
- Michel de Briche † (31 luglio 1355 - 10 giugno 1366 deceduto)
- Gonthier de Baignaux † (25 ottobre 1367 - 8 febbraio 1385 nominato arcivescovo di Sens)
- Pierre de Savoisy † (8 febbraio 1385 - 16 gennaio 1398 nominato vescovo di Beauvais)
- Adam Chatelain † (17 giugno 1398 - 1438 deceduto)
- Jean d'Ansières † (5 giugno 1439 - 1449 deceduto)
- Martin Berruyer † (7 aprile 1449 - 24 aprile 1465 deceduto)
- Thibauld de Luxembourg, O.Cist. † (11 maggio 1465 - 4 novembre 1476 dimesso)
- Philippe de Luxembourg † (4 novembre 1476 succeduto - 27 gennaio 1507 dimesso)
- François de Luxembourg † (27 gennaio 1507 - 9 settembre 1509 deceduto)
- Philippe de Luxembourg † (9 settembre 1509 - 2 giugno 1519 dimesso) (per la seconda volta)
  - Louis de Bourbon-Vendôme † (8 agosto 1519 - 13 agosto 1535 nominato arcivescovo di Sens) (amministratore apostolico)
- René du Bellay de Langey † (13 agosto 1535 - 1º novembre 1542 dimesso)
- Jean du Bellay de Langey † (1º novembre 1542 succeduto - 27 luglio 1556 dimesso)
- Charles d'Angennes de Rambouillet † (27 luglio 1556 - 23 marzo 1587 deceduto)
- Claude d'Angennes de Rambouillet † (28 settembre 1587 - 15 maggio 1601 deceduto)
  - Sede vacante (1601-1610)
- Charles de Beaumanoir de Lavardin † (18 agosto 1610 - 17 novembre 1637 deceduto)
- Emmeric-Marc de La Ferté † (28 febbraio 1639 - 30 aprile 1648 deceduto)
- Philibert-Emmanuel de Beaumanoir de Lavardin † (1º marzo 1649 - 27 luglio 1671 deceduto)
- Louis de La Vergne de Montenard de Tressan † (21 marzo 1672 - 27 gennaio 1712 deceduto)
- Pierre-Roger du Crévy † (11 luglio 1712 - 2 agosto 1723 deceduto)
- Charles-Louis de Froulay de Tessé † (12 gennaio 1724 - 31 gennaio 1767 deceduto)
- Louis-André de Grimaldi † (15 giugno 1767 - 12 dicembre 1777 dimesso)[20]
- François-Gaspard de Jouffroy de Gonsans † (1º giugno 1778 - 23 gennaio 1799 deceduto)
  - Sede vacante (1799-1802)
- Johann Michael Josef von Pidoll de Quitenbach † (25 maggio 1802 - 23 novembre 1819 deceduto)
- Claude-Madeleine de La Myre-Mory † (21 febbraio 1820 - 25 agosto 1829 dimesso)
- Philippe-Marie-Thérèse-Guy Carron † (28 settembre 1829 - 27 agosto 1833 deceduto)
- Jean-Baptiste Bouvier † (20 gennaio 1834 - 29 dicembre 1854 deceduto)
- Jean-Jacques Nanquette † (28 settembre 1855 - 19 novembre 1861 deceduto)
- Charles-Jean Fillion † (7 aprile 1862 - 28 luglio 1874 deceduto)
- Hector-Albert Chaulet d'Outremont † (21 dicembre 1874 - 14 settembre 1884 deceduto)
- Guillaume-Marie-Joseph Labouré † (27 marzo 1885 - 15 giugno 1893 nominato arcivescovo di Rennes)
- Charles-Joseph-Louis-Abel Gilbert † (18 maggio 1894 - 24 marzo 1898 dimesso[21])
- Marie-Prosper-Adolphe de Bonfils † (24 marzo 1898 - 2 giugno 1912 deceduto)
- Raymond-Marie-Turiaf de La Porte † (12 agosto 1912 - 30 novembre 1917 dimesso[22])
- Georges-François-Xavier-Marie Grente † (30 gennaio 1918 - 4 maggio 1959 deceduto)
- Paul-Léon-Jean Chevalier † (4 maggio 1959 succeduto - 28 ottobre 1971 ritirato)
- Bernard-Pierre-Edmond Alix † (28 ottobre 1971 succeduto - 13 agosto 1981 dimesso)
- Georges Edmond Robert Gilson † (13 agosto 1981 - 2 agosto 1996 nominato arcivescovo di Sens)
- Jacques Maurice Faivre † (29 luglio 1997 - 3 luglio 2008 dimesso)
- Yves Le Saux, Comm. l'Emm. (21 novembre 2008 - 27 giugno 2022 nominato vescovo di Annecy)
- Jean-Pierre Vuillemin, dal 3 aprile 2023

## Statistiche
La diocesi nel 2023 su una popolazione di 582.840 persone contava 373.830 battezzati, corrispondenti al 64,1% del totale.
| anno | popolazione | popolazione | popolazione | presbiteri | presbiteri | presbiteri | presbiteri                | diaconi | religiosi | religiosi | parrocchie |
| anno | battezzati  | totale      | %           | numero     | secolari   | regolari   | battezzati per presbitero | diaconi | uomini    | donne     | parrocchie |
| ---- | ----------- | ----------- | ----------- | ---------- | ---------- | ---------- | ------------------------- | ------- | --------- | --------- | ---------- |
| 1949 | 375.391     | 412.214     | 91,1        | 605        | 485        | 120        | 620                       |         | 258       | 2.895     | 401        |
| 1969 | 420.000     | 461.839     | 90,9        | 421        | 328        | 93         | 997                       |         | 152       | 1.400     | 160        |
| 1980 | 416.000     | 490.385     | 84,8        | 275        | 275        |            | 1.512                     |         | 40        | 1.301     | 388        |
| 1990 | 428.000     | 539.000     | 79,4        | 345        | 234        | 111        | 1.240                     | 3       | 151       | 1.100     | 388        |
| 1999 | 375.000     | 536.000     | 70,0        | 280        | 187        | 93         | 1.339                     | 21      | 94        | 662       | 125        |
| 2000 | 370.900     | 529.900     | 70,0        | 271        | 182        | 89         | 1.368                     | 22      | 90        | 649       | 125        |
| 2001 | 370.900     | 529.900     | 70,0        | 262        | 175        | 87         | 1.415                     | 23      | 88        | 617       | 121        |
| 2002 | 381.000     | 529.900     | 71,9        | 258        | 173        | 85         | 1.476                     | 23      | 86        | 502       | 119        |
| 2003 | 370.000     | 529.000     | 69,9        | 245        | 166        | 79         | 1.510                     | 23      | 80        | 566       | 116        |
| 2004 | 370.000     | 529.000     | 69,9        | 237        | 163        | 74         | 1.561                     | 23      | 75        | 741       | 113        |
| 2013 | 361.900     | 555.000     | 65,2        | 136        | 119        | 17         | 2.661                     | 33      | 18        | 394       | 98         |
| 2016 | 366.232     | 569.035     | 64,4        | 134        | 115        | 19         | 2.733                     | 31      | 45        | 361       | 102        |
| 2019 | 364.300     | 567.561     | 64,2        | 112        | 93         | 19         | 3.252                     | 31      | 264       | 290       | 94         |
| 2021 | 371.760     | 579.120     | 64,2        | 79         | 79         |            | 4.705                     | 30      | 245       | 290       | 93         |
| 2023 | 373.830     | 582.840     | 64,1        | 94         | 85         | 9          | 3.976                     | 29      | 254       | 210       | 24         |